# Se canta
«Se canta»   [se ˈkantɔ] (?·pàg.) (coneguda també per altres noms), és una cançó tradicional occitana estesa a tota Occitània atribuïda a Gaston Fèbus (1331-1391) i considerada com a himne no oficial d'Occitània.
Una versió lleugerament modificada, «Montanhes araneses», és l'himne oficial de la Vall d'Aran des del 1993.

## Nom
«Se canta» (regionalment Se chanta, Se canti), també és coneguda com a «Aquelas montanhas» (var. Aqueras montanhas; Aqueres montanhes; Aquelei montanhas; Aqueli montanhas) o «La font de Nimes» (var. La fònt de Nimes; La hont de Nimes) o «Montanhes Araneses»
També és popular a l'Alt Aragó amb el nom de Aqueras montanyas o Aqueras montañas, cantada en aragonès, i amb una lletra similar.

## Història
L'origen de la cançó és antic i el veritable autor és desconegut, si bé la llegenda l'atribueix a Gaston Fèbus (1331-1391), Comte de Foix i vescomte de Bearn i Marsan. Segons aquesta llegenda, Gaston Fèbus, comte i poeta, s'hauria enamorat d'una princesa navarresa, que va ser obligada a tornar a Navarra. El Pirineu, per tant, serien una barrera per al seu amor i per això ell desitjava que s'esfondressin. La realitat és que li van imposar un matrimoni amb una princesa navarresa molt jove, que ell repudià després d'haver-ne rebut l'herència.
Originalment fou una cançó d'amor que amb el temps ha esdevingut una metàfora del sentiment del poble occità: és considerada per molts com l'himne d'Occitània d'ençà el començament del segle xx (també es considera un himne occità la cançó Copa Santa, però sol ser considerat l'himne sols de Provença).
Durant la Primera Guerra Mundial, va ser cantat per soldats d'infanteria bearnesos i bigordans a les trinxeres. El 2003, el diputat Joan de Lassala la cantà davant l'Assemblea Nacional Francesa per tal de denunciar l'abandonament que el seu territori rebia per part de l'administració central. També va ser cantada el 2006 a la cerimònia d'obertura dels Jocs Olímpics d'Hivern que es van celebrar a Torí, ja que una part de les proves se celebraren a les anomenades Valadas Occitanas.
Alguns dels grups que l'han versionada són els Nadau, els Lou Dalfin i Patric exponents principals de la música occitana.
La versió aragonesa, popular a l'Alt Aragó amb el nom de Aqueras montanyas, fou recopilada pel grup aragonés Biella Nuei i cantada posteriorment, entre d'altres, pel cantautor José Antonio Labordeta.
El Febrer de 2002, es reempleçà l'atmetller pròxim a la Font de Nimes: ja que l'original, el famós ametller esmentat a diverses versions, va morir.

## Simbòlica de la cançó
Se canta seria de fet no solament un himne d'amor i de nostàlgia envers la dona estimada, però igualment, i sens dubte sobretot, una cançó que fa secretament al·lusió a la cèlebre Croada contra els albigesos, el rossinyol simbolitzant l'accés a la dimensió mística en els càtars, les muntanyes i els obstacles materials i interiors travant aquesta, l'amor per la dona estimada reenvia finalment a la questa de l'amor espiritual.

## Usos oficials
La versió aranesa d'aquesta cançó es diu Montanhes araneses, és l'himne oficial de la Vall d'Aran segons l'article 4 de la Llei 16/1990 de 13 de juliol.
A les Valls Occitanes el seu ús protocol·lari s'ha començat a implantar en virtut de l'aplicació de la Llei 482-99 relativa a les minories lingüístiques. Diversos ajuntaments han organitzat cerimònies d'hissament de la bandera occitana en els edificis públics oficials durant les quals s'ha interpretat Se canta i Copa Santa.
Fora d'aquest territori el seu ús no és oficial, tot i que s'ha utilitzat en alguns actes de rellevància mediàtica a França, així mateix s'ha celebrat per primera vegada a França una cerimònia semblant a les italianes en el municipi de Baratier el 19 de novembre de 2006.
També esdevingué un himne oficial del Toulouse FC el 2010.

## Versions i lletres

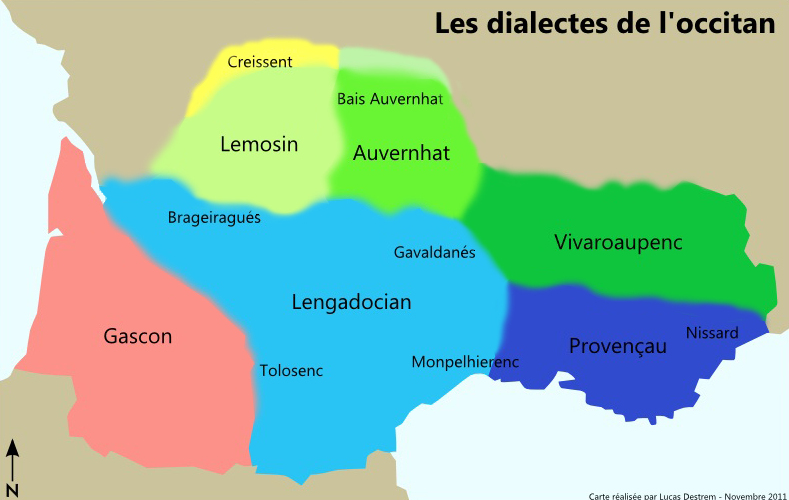
Dialectes de l'occità

La lletra de la cançó, com és d'esperar en una cançó tradicional i de transmissió oral, té moltes versions diferents locals cantades en els dialectes locals.
En la majoria de les versions, la lletra es basa en la versió atribuïda a Gaston Fèbus.
Tot i això, certes versions, com la versió pastoral i la versió de noces, no s'hi basen: tenen lletres diferents, però en mantenen la melodia. La segona versió d'Ardecha és escrita en forma jocosa i tampoc s'hi basa.
A sota hi trobareu transcrites i traduïdes un nombre de versions. Entre parèntesis a les versions occitanes hi ha versos extra que poden ser sentits a voltes, però que usualment no formen part de les lletres. Entre parèntesis a les traduccions catalanes hi ha petits aclariments.
També hi trobareu la versió aragonesa recopilada pel grup aragonés Biella Nuei.
A la versió de noces els parèntesis al començament de cada estrofa (i al començament d'alguns versos) indican qui es suposa que hauria de cantar aquella part de la cançó.
Totes les traduccions s'han fet intentant mantenir-se el més a prop possible de la versió original occitana (o aragonesa). Per això, a vegades els mots triats per la traducció poden ser mots no tan coneguts. En aquests casos, s'ha afegit entre parèntesis una traducció amb un mot més comú i molt sovint enllaços externs a la definició del mot en qüestió.
| Lletres comparades i traduccions de diferents versions                               | Lletres comparades i traduccions de diferents versions                                      | Lletres comparades i traduccions de diferents versions                                                                                        | Lletres comparades i traduccions de diferents versions                                                                                              | Lletres comparades i traduccions de diferents versions                                     | Lletres comparades i traduccions de diferents versions                                                    |
| ------------------------------------------------------------------------------------ | ------------------------------------------------------------------------------------------- | --- | --- | ------------------------------------------------------------------------------------------ | --- |
| Versió de Llenguadoc                                                                 | Traducció                                                                                   | Versió aranesa | Traducció | Versió de Provença                                                                         | Traducció                                                                                                 |
| Dejós ma fenèstra, I a un aucelon Tota la nuèch canta, Canta sa cançon.              | Dejús (sota) ma finestra, Hi ha un ocellet Tota la nit canta, Canta sa cançó.               | Aqueres montanhes Que tant nautes son, M'empèishen de véder Mèns amors an o son.                                                              | Aquelles muntanyes Que tan altes són, No em deixen veure Mes amors on són.                                                                          | Sota ma fenèstra, I a un aucelon, Tota la nuèch canta, Canta sa cançon.                    | Sota ma finestra, Hi ha un ocellet, Tota la nit canta, Canta sa cançó                                     |
| Se canta, que cante, Canta pas per ieu, Canta per ma mia Qu'es al luènh de ieu.      | Si canta, que canti, No canta pas per jo, Canta per ma mia Que és lluny de jo.              | Nautes, se son nautes, Ja s'abaisharàn Es mies amoretes Que s'aproparàn.                                                                      | Altes, si són altes, Ja s'abaixaran Les meves amoretes Que s'aproparan                                                                              | Se canta e recanta, Canta pas per ieu: Canta per ma mia Qu'es au luènh de ieu.             | Si canta i recanta, Canta pas per jo: Canta per ma mia Que és lluny de jo.                                |
| Aquelas montanhas Que tan nautas son, M'empachan de veire Mas amors ont son.         | Aquelles muntanyes Que tan altes són, M'empatxen (impedeixen) de veure Mes amors on són.    | Montanhes araneses A on es pastors Es hònts regalades Tròben, e jordons.                                                                      | Muntanyes araneses a on els pastors fonts regalades troben, i gerdons.                                                                              | Aquelei montanhas Que tant autas son, M'empachan de veire Meis amors ont son.              | Aquelles muntanyes Que tan altes són, M'empatxen de veure Mes amors on són.                               |
| Baissatz-vos, montanhas, Planas, levatz-vos, Per que pòsca veire Mas amors ont son.  | Baixeu-vos, muntanyes, Planes, alceu-vos, Perquè pugui veure Mes amors on són.              | Se cantes, perqué cantes? Cantes pas per jo, Cantes per ma hilha Que non ei près de jo.                                                       | Si cantes per què cantes? no cantes pas per jo, cantes per ma filla, que no és prop de jo.                                                          | Autas, ben son autas, Mai s'abaissaràn, E meis amoretas Vèrs ieu revendràn.                | Altes, bé són altes, mes s'abaixaran, I mes amoretes Vers jo revindran.                                   |
| Aquelas montanhas Tant s'abaissaràn, Que mas amoretas Se raprocharàn.                | Aquelles muntanyes, Tant s'abaixaran, Que mes amoretes, S'aproparan.                        | Montanhes coronades Tot er an de nhèu, Tan nautes e bères Que vos pune eth cèu.                                                               | Muntanyes coronades Tot l'any de neu, Tan altes i belles, Que us enveja el cel.                                                                     | Baissatz-vos, montanhas, Planas auçatz-vos, Per que pòsque veire Meis amors ont son.       | Baixeu-vos, muntanyes, Planes alceu-vos, Perquè pugui veure Mes amors on són.                             |
|                                                                                      |                                                                                             | Montanhes araneses Pientades de rius, De totes grandeses Vos adorne Diu.                                                                      | Muntanyes araneses Pentinades de rius, De totes grandeses Us adorna Déu.                                                                            | A la fònt de Nimes, I a un ametlièr Que fa de flors blancas Au mes de janvièr.             | A la font de Nimes, Hi ha un ametller Que fa flors blanques Al mes de gener.                              |
|                                                                                      |                                                                                             | Nòsti amors veiguéretz Com rosèr florir, Volem com es pares, Guardant-vos morir.                                                              | Les nostres amors veieres Com roser florir, Volem, com els pares, Esguardant-vos, morir.                                                            | S'aquelei flors blancas Èran d'ametlons, Culhiriáu d'amètlas Per ieu e per vos.            | Si aquelles flors blanques Eren d'ametlletes, Colliria ametlles Per jo i per vós.                         |
|                                                                                      |                                                                                             | | | Se canta e recanta, Canta pas per ieu: Canta per ma mia Qu'es auprès de ieu.               | Si canta i recanta, Canta pas per jo: Canta per ma mia Que és a prop de jo.                               |
| Versió de Bearn                                                                      | Traducció                                                                                   | Versió de Losera | Traducció | Versió de Montpeller                                                                       | Traducció                                                                                                 |
| Devath de ma fenèstra, Qu'i a un auseron, Tota la nueit canta, Canta sa cançon.      | A sota (de baix) de ma finestra, Hi ha un ocellet, Tota la nit canta, Canta sa cançó        | Dejós ma fenèstra, I a un auselon, Tota la nuèit canta, Canta pas per ieu.                                                                    | Dejús ma finestra, Hi ha un ocellet, Tota la nit canta, No canta pas per jo.                                                                        | A la font de Nimes, I a un ametlièr Que fa de flors blancas Coma lo papièr.                | A la font de Nimes, Hi ha un ametller Que fa flors blanques Com el paper.                                 |
| Se canti, jo que canti, Canti pas per jo, Canti per ma mia Qu'ei a luenh de jo.      | Si canto, jo que canto, No canto pas per jo, Canto per ma mia Que és lluny de jo.           | Se canta, qué canta? Canta pas per ieu, Canta per ma mia Qu'es al luènh de ieu.                                                               | Si canta, què canta? No canta pas per jo, Canta per ma mia Que és lluny de jo.                                                                      | Se canta, que cante, Canta pas per ieu, Canta per ma mia Qu'es al luènh de ieu.            | Si canta, que canti, No canta pas per jo, Canta per ma mia Que és lluny de jo.                            |
| Aqueras mountanhas Que tan hautas son, M’empachan de véder Mas amors on son.         | Aquelles muntanyes Que tan altes són, M'empatxen de veure Mes amors on són.                 | Al fonse de l'òrta, I a un ametlièr Que fa de flors blancas Coma de papièr.                                                                   | Al fons de l'horta, Hi ha un ametller Que fa flors blanques Com de paper.                                                                           | Aval dins la plana, I a'n pibol traucat: Lo cocut i canta Quand i va nisar.                | Avall dins la plana, Hi ha un pollancre traucat(foradat): El cucut canta Quan hi va a niar.               |
| Baishatz-ve, montanhas, Planas, hauçatz-ve, Tà que pòsqui véder Mas amors on son.    | Baixeu-vos, muntanyes, Planes, alceu-vos, Perquè pugui veure Mes amors on són.              | Aquelas flors blancas Faràn d’ametlons Per remplir las pòchas De ieu e de vos.                                                                | Aquelles flors blanques Faran ametlletes Per omplir les butxaques De jo i de vós.                                                                   | Aquelas montanhas Que tan nautas son, M'empachan de veire Mas amors ont son.               | Aquelles muntanyes Que tan altes són M'empatxen de veure Mes amors on són.                                |
| Aqueras montanhas Que s'abaisharàn E mas amoretas Que pareisheràn.                   | Aquelles muntanyes, Que s'abaixaran, I mes amoretes, S'aproparan.                           | Aquelas montanhas Que tan nautas son, M'empachan de veire Mas amors ont son.                                                                  | Aquelles muntanyes Que tan altes són M'empatxen de veure Mes amors on són.                                                                          | Baissatz-vos, montanhas, Planas, auçatz-vos, Per que pòsca veire Ont son mas amors.        | Baixeu-vos, muntanyes, Planes, alceu-vos, Perquè pugui veure On són mes amors.                            |
| Se sabèvi las véder, On las rencontrar, Passarí l'aigueta Shens paur de'm negar.     | Si les sabés veure, On trobar-les, Creuaria l'aigueta, Sense paüra de negar-me.             | Aquelas montanhas Se n'abaissaràn E mas amouretas Se raprocharàn.                                                                             | Aquelles muntanyes S'abaixaran I mes amoretes S'aproparan.                                                                                          | Nautas son, plan nautas, Mas s'abaissaràn E mas amoretas Apareisseràn.                     | Altes són, molt altes, Mes s'abaixaran I mes amoretes Apareixeran.                                        |
| Las pomas son maduras, Las cau amassar E las joenes hilhas, Las cau maridar.         | Les pomes són madures, Cal amassar-les I les joves filles, Cal maridar-les                  | (S'èri 'na virondèla E posquès volar, Traversariái l'aiga Per l'anar 'mbraçar.)                                                               | (Si jo fos una oreneta I pogués volar, Travessaria l'aigua Per anar-la a abraçar.)                                                                  |                                                                                            | |
| 1a versió d'Ardecha                                                                  | Traducció                                                                                   | 2a versió d'Ardecha | Traducció | Versió de les Valls Occitanes                                                              | Traducció                                                                                                 |
| Dessús la montanha, Lo solelh totjorn L'i lèva l'aiganha Ben abans miègjorn.         | Dessús (sobre) la muntanya, El sol tothora L'hi lleva la rosada Ben abans migjorn (migdia). | Vès Cruàs e vès Meissa, Nos i van bastir Una centralassa, Nos faran rostir.                                                                   | Vers Cruàs i vers Mèissa, Ens hi bastiran Una centralassa (nuclear), Ens rostiran.                                                                  | Davant de ma fenèstra, I a un aucelon, Tota la nuèch chanta, Chanta sa chançon.            | Davant de ma finestra, Hi ha un ocellet, Tota la nit canta, Canta sa cançó.                               |
| Ardecha, Ardecha, Qu'es nòstre país; S'as pas vist Ardecha, As jamai ren vist.       | Ardecha, Ardecha, És nostre país; Si no has vist Ardecha No has jamai (mai) res vist.       | Ardecha, Ardecha, Marvilhós país; S'as pas vist Ardecha, As jamai ren vist.                                                                   | Ardecha, Ardecha, Meravellós país; Si no has vist pas Ardecha, No has jamai res vist.                                                               | Se chanta, que chante, Chanta pas per ieu, Chanta per ma mia Qu'es al luènh de ieu.        | Si canta, que canti, No canta pas per jo, Canta per ma mia Que és lluny de jo.                            |
| Volana mai Ardecha, Ovesa sustot, Se n'es pas tròp secha, Fai lo serpaton.           | El Volana i l'Ardecha Ovesa sobretot, Si no és pas massa seca, Serpentejan.                 | L'estiu, la toristalha Nos ven visitar, Chaucha nòstra palha, Nos pòt pus quitar.                                                             | A l'estiu, la turistalla Ens ve a visitar, Calciga (trepitja) nostra palla No ens en podem desempallegar.                                           | Aquelas montanhas Que tant autas son, M'empachan de veire Mas amors ont son.               | Aquelles muntanyes Que tan altes són M'empatxen de veure Mes amors on són.                                |
| Per faire la biaça, L'i a de bon fojon; La bona fogassa Se fai a Vernon.             | Per menjar (lit. per fer les beaces), Hi ha bon foudjou; La bona fougasse Es fa a Vernon.   | Per ganhar sa vida, Per parlar d'argent, Anèm a la vila Qu'es sovent ben luènh.                                                               | Per guanyar la vida, Per parlar d'argent, Anem a la ciutat, Que és sovint ben lluny.                                                                | Aquelas montanhas Lèu s'abaissaràn E mas amoretas Se raprocharàn.                          | Aquelles muntanyes Lleu (aviat) s'abaixaran I mes amoretes S'aproparan.                                   |
| Avèm la calheta Mai de bons gratons, La crica jauneta E lo picodon.                  | Tenim caillette I bons gratons, La crica groga I el picodon.                                | Lo vin e las persèjas Se vendon pas ben E mangèm de mèrda Que siam europencs.                                                                 | El vi i els préssecs No es venen pas bé I mengem de merda Perquè som europeus.                                                                      | Baissatz-vos, montanhas, Planas, levatz-vos, Per que pòsque veire Mas amors ont son.       | Baixeu-vos, muntanyes, Planes, alceu-vos, Perquè pugui veure Mes amors on són.                            |
| Avèm de montanhas Que tochan lo cèu E de verdas planas Per los bons tropèus.         | Tenim muntanyes Que toquen el cel I verdes planes Pels bons ramats.                         | Avèm de montanhas Ont i a pus dengun E nòstra campanha, L'achapta mai d'un.                                                                   | Tenim muntanyes On ja no hi ha ningú I nostra campanya (camps, prats) La compra més d'un (vol dir: és venuda a forasters).                          | Al fons de la prada, I a'n pibol traucat: Lo coguol i canta, Benlèu i a nisat.             | Al fons de la prada, Hi ha un pollancre traucat El cucut hi canta: Potser hi ha niat.                     |
| Avèm de chastanhas Gròssas coma d'uòus E de bonas vinhas Que fan l'òme nòu.          | Tenim castanyes Grosses com ous I bones vinyes Que fan l'home nou.                          | Crotz dau cementèri, Monument aus mòrts, Nos parlatz d'empèris, Nòstre fotut sòrt.                                                            | Creus al cementiri, Monuments als morts, Ens parleu d'imperis, Nostra fotuda sort (destí).                                                          | (Lei filhas de Valença San pas far l'amor; Quelei de Provença Lo fan nuèch e jorn.)        | (Les noies de Valença No saben pas fer l'amor; Aquelles de Provença El fan nit i jorn (dia).)             |
| Avèm de ribièras Plenas de peissons Que chantan dins l'aiga La nueit mai lo jorn.    | Tenim rius Plenes de peixets Que canten dins l'aigua la nit i el jorn.                      | Totas las usinas En tren de sarrar; Lo trauc de las minas, Nos i l'an barrat.                                                                 | Totes les fàbriques Estan en camí de tancar; El trau de les mines, Ens el han barrat.                                                               |                                                                                            | |
| Avèm la fialuesa Que bat los cocons E la fabricuesa Per leis armoiras.               | Tenim la filadora Que bat els capolls I les fabricantes Pels armaris.                       | Los que los anèm quèrre Per nos ajudar: Lo prefèct, lo mère E lo deputat.                                                                     | Els que anem a cercar Per ajudar-nos: El prefecte, el batlle I el diputat.                                                                          |                                                                                            | |
| Se l'aiga de Valse Dins nòstre ventron, L'i pren tròp de plaça, Ardit lo corron!     | Si l'aigua de Vals Dins nostre ventre Hi pren massa lloc, It's time to plough!              | De chamins de fèrre, Ara n'i a pus ges E sobre los sèrres, Lo monde an fugit.                                                                 | De ferrocarrils Ara ja no n'hi ha gens I sobre les serres, El món (la gent) ha fugit.                                                               |                                                                                            | |
| Fini ma chansonnette! En bramant pertot E de ma fenèstra, Vos mande un poton.        | Fineixo ma cançoneta! En bramant pertot (arreu) I de ma finestra, Us envio un petó.         | | |                                                                                            | |
| Versió de Narbona                                                                    | Traducció                                                                                   | 2a versió de Narbona | Traducció | Versió de Corresa                                                                          | Traducció                                                                                                 |
| Al fons de la prada, I a'n pibol traucat: Lo cocut i canta, Benlèu i a nisat.        | Al fons de la prada, Hi ha un pollancre traucat El cucut hi canta: Potser hi ha niat.       | Au fons de la prada, I a un biule traucat; Lo cocut i canta Dau matin au ser.                                                                 | Al fons de la prada, Hi ha un pollancre traucat El cucut hi canta Del matí al vespre.                                                               | Si n'auviá 'na mia Que m'aimèssa pas, La m'nariá bòrd d'aiga, La fariá nejar.              | Si hi hagues una estimada Que no m'amés pas, La portaria al costat de l'aigua, La negaria (l'ofegegaria). |
| Se canta, que cante, Canta pas per ieu, Canta per ma mia, Qu'es al luènh de ieu.     | Si canta, que canti, No canta pas per jo, Canta per ma mia Que és lluny de jo.              | Se cantes, que cantes, Cantes pas per ieu; Canta per ma miga, Qu'es auprès de ieu.                                                            | Si cantes, que cantis, No cantes pas per jo; Cantes per ma amiga, Que és a prop de jo.                                                              | Quand ieu canti, quand ieu canti, Canti pas per me; Canti per ma mia, Que n'es près de me. | Quan jo canto, quan jo canto, No canto pas per mi; Canto per ma mia, Que no és a prop de mi.              |
| Dejós ma fenèstra, I a un aucelon, Tota la nuèit canta, Canta sa cançon.             | Dejús ma finestra, Hi ha un ocellet, Tota la nit canta, Canta sa cançó.                     | | |                                                                                            | |
| Aquelas montanhas, Que tan nautas son, M'empachan de veire, Mas amors ont son.       | Aquelles muntanyes Que tan altes són, M'empatxen de veure, Mes amors on són.                | | |                                                                                            | |
| Baissatz-vos, montanhas, Planas, auçatz-vos, Per que pòsca veire, Mas amors ont son. | Baixeu-vos, muntanyes, Planes, alceu-vos, Perquè pugui veure, Mes amors on són.             | | |                                                                                            | |
| Aquelas montanhas, Tant s'abaissaràn, Que mas amoretas, Se raprocharàn.              | Aquelles muntanyes, Tan s'abaixaran, Que mes amoretes, S'aproparan.                         | | |                                                                                            | |
| Versió pastoral                                                                      | Traducció                                                                                   | Versió de noces | Traducció | Versió Aragonesa                                                                           | Traducció                                                                                                 |
| Paissètz, mas oelhetas, Paissètz doçament, Vos quiti soletas Per un cort moment.     | Pastureu, mes ovelletes, Pastureu dolçament, Us deixo soletes Per un curt moment.           | (Padrí de matrimoni:) Quand la prima arriba, Lo gai rossinhòl, D'amor per la riba, Canta coma un fòl.                                         | (Padrí de matrimoni:) Quan la primavera arriba, El gai(joliu) rossinyol, D'amor per la riba, Canta com un foll.                                     | Aqueras montanyas Tan alteras son No me deixan vier Os míos amors                          | Aquelles muntanyes Tan altes són No em deixen veure Els meus amors                                        |
| La pastoreleta Que ieu vau trobar, S'anuja soleta Jos d'aquel albar.                 | La pastoreta Que vaig a trobar S'enutja soleta Sota d'aquell àlber.                         | (Tornada, tothom) Se canta, que cante, Canta pas per ieu, (Homes) Ni mai per ma mia! (Dones) Ni mon fringaire! (All) Qual sap ont l'ai ieu!   | (Tornada, tothom) Si canta, que canti, No canta pas per jo, (Homes) Ni mes per ma mia! (Dones) Ni mon estimat! (Tothom) Qui sap on l'he jo (on és)! | Aqueras montanyas Quán s'abaixarán Y os míos amors Apareixerán                             | Aquelles muntanyes Quan s'abaixaran I els meus amors Apareixeran                                          |
| Sus lo pont de Nantas, I a un auselon, Tota la nuèit canta, Canta pas per ieu.       | Sobre el pont de Nantes, Hi ha un ocellet: Tota la nit canta, No canta pas per jo.          | (Padrina de matrimoni:) Al cèl l'alauseta Canta bon matin, Puèi fa 'na pauseta Dusca al despertin.                                            | (Padrina de matrimoni:) Al cel l'alosa Canta de bon matí Després fa una pauseta Fins el berenar.                                                    | Dezaga d'ixas boiras Los iré a escar Y crebando as mugas Con yo en tornarán                | Darrera (de saga) d'eixes boires Les aniré a cercar I trencant les fronteres Amb jo tornaran.             |
| Se canta, que cante, Canta pas per ieu, Canta per ma mia, Qu'es al prèp de ieu.      | Si canta, que canti, No canta pas per jo, Canta per ma mia Que és a prop de jo.             | (Tothom) A sa pijoneta Cada pijonet Ditz sa cançoneta E fa'n potonet. (Tothom es fa un petó.)                                                 | (Tothom) A la colometa Cada colomet Diu la cançoneta I hi fa un petonet. (Tothom es fa un petó.)                                                    | Si canto, yo que canto, no canto ta yo canto ta la mía amiga que ye en ixos monts          | Si canto, jo que canto, No canto per jo Canto per la mia amiga Que és en eixos monts.                     |
| Dejós ma fenèstra, I a un ametlièr Que fa de flors blancas Coma de papièr.           | Dejús ma finestra, Hi ha un ametller Que fa flors blanques Com de paper.                    | (Nuvi) Uèi de tu, mon fraire, Ai bastit mon niu; Rossinhòl cantaire, Canta donc per ieu.                                                      | (Nuvi) Avui de tu, mon germà, He bastit mon niu; Rossinyol cantaire, Canta doncs per jo.                                                            |                                                                                            | |
| S'aquelas flors blancas Fasián d'ametlons, N'empliriái mas pòchas Per ela e per vos. | Si aquelles flors blanques Faran ametlletes, N'ompliré mes butxaques Per ella i per vós.    | (Núvia) Coma tu, sorreta, Uèi soi dins l'azur; Joiala alauseta, Canta mon bonur.                                                              | (Núvia) Com tu, germaneta, Avui sóc dins l'atzur (cel); Joiosa alosa, Canta ma beatitud.                                                            |                                                                                            | |
|                                                                                      |                                                                                             | (Tothom menys els nuvis) Que Dieu benesiga Vòstre gente niu, Que lèu i espeliga Un polit pinçon.                                              | (Tothom menys els nuvis) Que Déu beneeixi Vostre gentil niu, Que aviat hi neixi Un polit pinsà.                                                     |                                                                                            | |
|                                                                                      |                                                                                             | (Última tornada, tothom) Se canta, que cante, Cantarà per ieu, (Homes) Emai per ma mia! (Dones) E mon fringaire! (Tothom) Qu'es al pè de ieu. | (Última tornada, tothom) Si canta, que canti, Cantarà per jo, (Homes) I també per ma mia! (Dones) I mon estimat! (Tothom) Que és a prop de jo.      |                                                                                            | |